# Ретшвиллер
Ретшвиллер (фр. Retschwiller) — коммуна на северо-востоке Франции в регионе Гранд-Эст (бывший Эльзас — Шампань — Арденны — Лотарингия), департамент Нижний Рейн, округ Агно-Висамбур, кантон Висамбур. До марта 2015 года коммуна административно входила в состав упразднённого кантона Сульц-су-Форе (округ Висамбур).
Площадь коммуны — 3,26 км², население — 244 человека (2006) с тенденцией к росту: 275 человек (2013), плотность населения — 84,4 чел/км².

## Население
Население коммуны в 2011 году составляло 278 человек, в 2012 году — 273 человека, а в 2013-м — 275 человек.
| 1962 | 1968 | 1975 | 1982 | 1990 | 1999 | 2006 | 2008 | 2011 | 2012 | 2013 |
| ---- | ---- | ---- | ---- | ---- | ---- | ---- | ---- | ---- | ---- | ---- |
| 247  | 233  | 231  | 200  | 234  | 253  | 244  | 255  | 278  | 273  | 275  |

Динамика населения:

## Экономика
В 2010 году из 194 человек трудоспособного возраста (от 15 до 64 лет) 153 были экономически активными, 41 — неактивными (показатель активности 78,9 %, в 1999 году — 75,6 %). Из 153 активных трудоспособных жителей работали 140 человек (71 мужчина и 69 женщин), 13 числились безработными (6 мужчин и 7 женщин). Среди 41 трудоспособных неактивных граждан 12 были учениками либо студентами, 19 — пенсионерами, а ещё 10 — были неактивны в силу других причин.